# سفيدنيك
سفيدنيك (بالسلوفاكية: Svidník)‏ مدينة في شمال شرق سلوفاكيا وتتبع إقليم بريشوف.

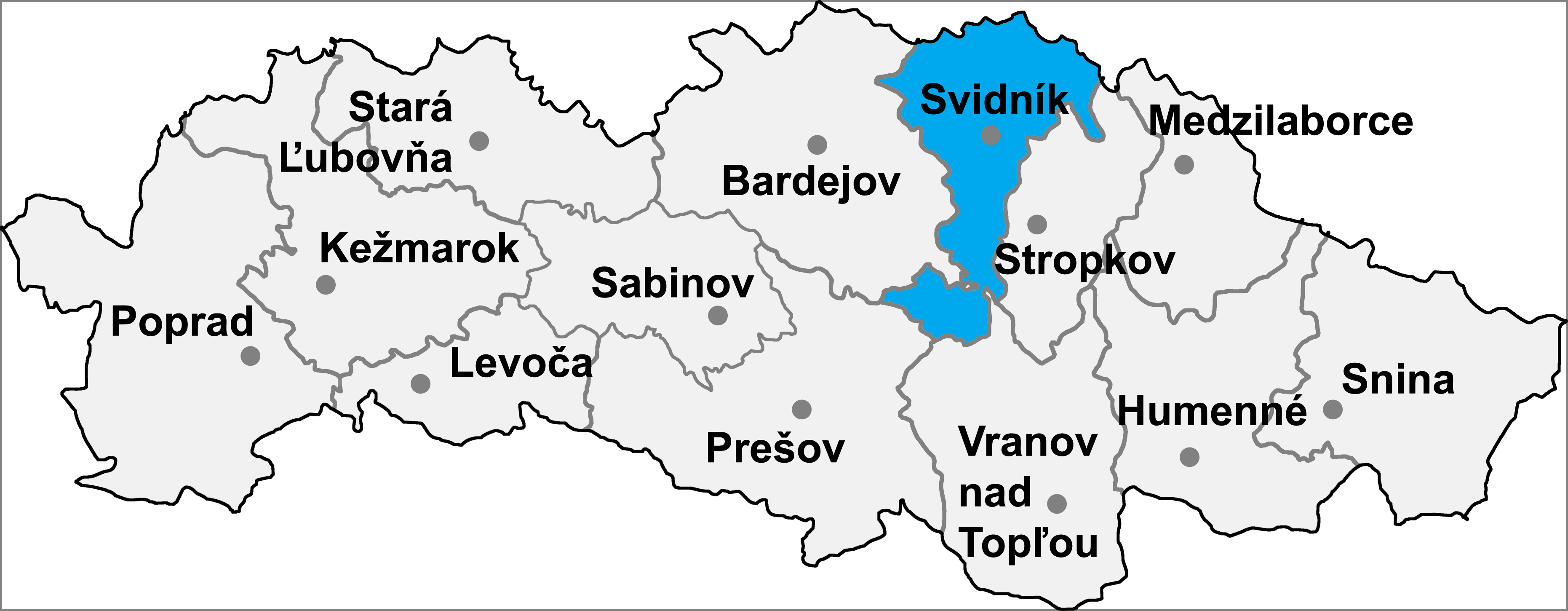
موقع سفيدنيك في إقليم بريشوف

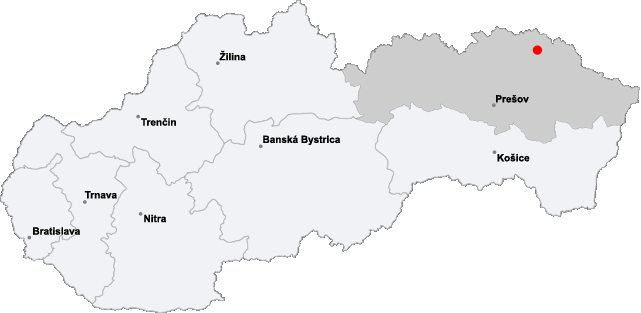
موقع سفيدنيك في سلوفاكيا

## توأمة
لسفيدنيك اتفاقيات توأمة مع كل من:
- Strzyżów [الإنجليزية]‏
- كريفا بالانكا [4]